# Rieder Bach (Antiesen)
Der Rieder Bach ist ein Nebenfluss der Antiesen im Innviertel, Oberösterreich, und Hauptfluss der Stadt Ried im Innkreis.

## Lauf
Der Rieder Bach ist nur 2,6 Kilometer lang. Er entsteht nördlich der Rieder Altstadt, unterhalb des Brauereigeländes, durch den Zusammenfluss der Oberach und der Breitsach. Nordwestlich von Ried, zwischen Danner und Maria Aich (beide Gem. Aurolzmünster) mündet er gemeinsam mit dem Aubach, der den Westteil der Stadt Ried (Stadtteil Riedberg) entwässert, in die Antiesen.
Über seine beiden Quellflüsse hat der Rieder Bach ein Einzugsgebiet von 82,1 Quadratkilometer, das die ganze Nordabdachung des Hausrucks um Eberschwang, Pramet und Schildorn umfasst, und ist damit der wasserreichste und flächengrößte Zufluss der Antiesen. Sein Gefälle beträgt nur durchschnittlich 0,68 %.
Neben dem Aubach von Gobrechtsham (Gem. Neuhofen im Innkreis) – und seinem Nebenbach, dem Gobrechtshamer Bach – mit 8 km2 Einzugsgebiet ist nur der Oltenbach an Nebengewässern nennenswert, der von der Knittler-Siedlung (Gem. Hohenzell) den Rieder Nordostteil zwischen Tumeltsham und altem Stadion durchfließt.

## Hydrologie und Verbauung
Der Riederbach ist als typisches Stadtgewässer vollständig verbaut, durch 14 Querbauwerke unterbrochen, und der Mündungsabschnitt eine über den Großteil des Jahres nicht dotierte, dümpelfallende Restwasserstrecke. Außerdem ist er Nachfluter der Kläranlage der Stadt Ried, und, obschon diese enorme Verbesserung für das ehemals „schlammige und übelriechende Gewässer“ gebracht hat, der meistbelastete Fliessabschnitt im Antiesen-Einzugsbereich. Trotzdem verfügt das Gewässer „über ein enormes Renaturierungspotenzial“, eine umfassende, dem Leitbild der Wasserrahmenrichtlinie entsprechende Renaturierung dürfte im unmittelbaren
Stadtgebiet am Platzbedarf scheitern. Die beiden Quellflüsse, die Oberach und die Breitsach, sind im Stadtgebiet Ried in ähnlichem Zustand.